# Till, ragazzo di periferia
Till, ragazzo di periferia (Till, der Junge von nebenan) è una serie televisiva tedesca per ragazzi, trasmessa in 13 episodi e in sola stagione, dal 1967 al 1968.

## Trama
Il giovanissimo Till Hauser, trasferitosi con la famiglia in un quartiere periferico della allora Berlino Ovest, deve integrarsi con i suoi nuovi compagni di scuola. Il bambino si confida con il bonario genitore Peter, normalmente chiuso nel suo studiolo. Costante di ogni episodio il bussare del ragazzo con la prima battuta del celebre motivetto del Flit e la risposta del padre, battendo la penna sul cappello della lampada da tavolo.

## Personaggi e interpreti
- Till Hauser, interpretato da Hans Joachim Bohm.
- Peter Hauser il padre, interpretato da Lutz Moik.
- Kurt Großmann, interpretato da Rolf Bogus.
- Albert, interpretato da Ilja Richter.

## Produzione
La serie fu prodotta da Zweites Deutsches Fernsehen. Le musiche furono composte da Norbert Schultze.

## Distribuzione
La serie fu trasmessa in Germania dal 19 novembre 1967 all'11 febbraio 1968 sulla rete televisiva ZDF.
In Italia è andata in onda sul Canale Nazionale della RAI con il titolo Ragazzo di periferia, nel format pomeridiano La TV dei ragazzi, dal 1º novembre 1971 al 31 gennaio 1972, di lunedì.

## Episodi
| Stagione       | Episodi | Prima TV Germania |
| -------------- | ------- | ----------------- |
| Prima stagione | 13      | 1967-1968         |